# ناتالیا پاولوونا پالی
ناتالیا پاولوونا پالی (روسی: Наталья Павловна Палей؛ ۵ دسامبر ۱۹۰۵ – ۲۷ دسامبر ۱۹۸۱) هنرپیشه و مدل روس‌تبار اهل فرانسه بود.